# Irena Vrčkovnik
Irena Vrčkovnik, slovenska pevka zabavne glasbe; * 8. avgust 1968, Slovenj Gradec.

## Življenjepis
Irena Vrčkovnik je osnovno šolo obiskovala v Šoštanju, nato je končala Srednjo pedagoško šolo v Celju ter študirala glasbeno pedagogiko na Pedagoški fakulteti v Mariboru. Bila je članica najstniške glasbene skupine Aurora, v letih 1989 in 1990 je pela v Ansamblu Vesna ter med letoma 1991 in 1993 v Ansamblu Sredenšek. Potem se je podala na samostojno glasbeno pot, uveljavljati tudi kot avtorica glasbe in besedil za druge izvajalce.
V svoji karieri je tudi poučevala glasbo; leta 1991 je poučevala na osnovnih šolah Griže in Liboje, v letih 1992 in 1993 na Osnovni šoli Antona Aškerca v Velenju. Od leta 1996 zasebno poučuje mlade pevce.

## Zasebno
Iz zakona z bivšim možem ima sina Žana.

## Diskografija
| Leto | Album              | Skladbe |
| ---- | ------------------ | --- |
| 1991 | Polepšaj mi ta dan | - Danes mi je šestnajst let - Čakam te - Tisto noč - Polepšaj mi ta dan - Ljubezen na plaži - Tvoja slika - Pojem pesem - Ostani tu (duet z Otom Pestnerjem) - Človek - Mirno spi, moj sin |
| 1992 | V meni je poletje  | - Pesem o pomladi - Poljub pove vse - V meni je poletje - Moji tigri - Santa Maria - Zaljubljena v Portorož - Sladke besede - Breze - Reka laži - Sanjava - Danes mi je šestnajst let - Čakam te - Tisto noč - Polepšaj mi ta dan - Tvoja slika - Pojem pesem - Ostani tu (duet z Otom Pestnerjem) - Človek - Mirno spi, moj sin |
| 1994 | Poslušam srce      | - Poslušam srce - Ave Maria - To bo tisti dan - Balada o kopališkem mojstru - Moj šocej - Domače ognjišče - Ne čakaj na maj - Ljubim to morje - Hej, fant, hej - Ljubezen - Narlepša dečva - Amazing Grace |
| 1995 | Srčna dama         | - Srčna dama (Naked Love) - Oda ljubezni (duet z Otom Pestnerjem) - Sirena - Imejmo se radi (duet z Ivanom Hudnikom) - Moje vse - Mati Marija (Santa Maria de la Mer) (duet z Ivanom Hudnikom) - Vstajam, ko zvoni (9 to 5) (s skupino Slovenskih 5) - Dekle iz druge pravljice (One More Dance) - To je moj fant (duet s Simono Vodopivec) - Michelle (s skupino Vesna) - Nina - nana (uspavanka za Žana) - Zaljubljena v Portorož |
| 1997 | Moje sonce         | - Ljubi, ljubi, ljubi - Moje sonce - Bil si ti - Vsak moški moj - Naj mesec ugasne - Sama - Osamljeni kavboj - Verjemi mi - Latino - Mir - Kadar boš ob njej zaspal - Kadar boš ob njej zaspal (instrumental) |
| 1998 | Med nebom in menoj | - Če ne bi vedela - Polepšaj svet z ljubeznijo - Med nebom in menoj - Poišči srečo - Sanjam - Ljubezen boli - Kar sem jaz in kar si ti - Noč je za dlani - Ostani, kar si - Sanjajva oba - Naj bo vesela jesen - Kdaj se začne in kdaj konča |
| 2001 | Takšna sem         | - Takšna sem - Povabi me - Bodi z menoj - Včeraj in danes - Majhna lučka - Čeprav bom zopet sama (Single White Female) - Naj ... - Fant z ulice - Boš moj tiste dni (Could I Have This Dance) - Sonce in luna - Vsak moški moj (Any Man of Mine) |

## Nastopi na glasbenih festivalih

### Festival narečnih popevk
- 1991: Pridi v Maribor (Ivo Mojzer – Suzana Potrč – Boris Rošker) - s Srečkom Sedarjem (3. nagrada občinstva)
- 1992: Moj šocej (Igor Podpečan – Mitja Šipek Podpečan) (1. nagrada občinstva)
- 1998: Naj bo vesela jesen (Karel Novak - Adi Smolar) - z Damjano Golavšek (zlati klopotec za najboljšo popevko v knjižnem jeziku)
- 2008: Veseli band (Irena Vrčkovnik - Irena Vrčkovnik - Patrik Greblo) - s skupino Happy Band (9. mesto)

### Melodije morja in sonca
- 1992: Zaljubljena v Portorož (Oto Pestner - Dare Hering) (3. nagrada občinstva)
- 1993: Balada o kopališkem mojstru (Oto Pestner – Dare Hering – Grega Forjanič)
- 1994: Sirena (Oto Pestner - Dare Hering - Oto Pestner)
- 1996: Bil si ti (Božidar A. Kolerič - Božidar A. Kolerič - Božidar A. Kolerič)
- 1998: Če ne bi vedela (Irena Vrčkovnik - Božo A. Kolerič - Marino Legovič) (3. nagrada občinstva)
- 1999: Če pridem spet nazaj (Majda Arh - Majda Arh - Marino Legovič)
- 2000: Takšna sem (Irena Vrčkovnik - Irena Vrčkovnik - Irena Vrčkovnik, Happy Band) - s skupino Happy Band
- 2012: Il tempo passato (Marino Legovič - Leon Oblak - Marino Legovič) (nagrada strokovne žirije za najboljšo izvedbo, 3. mesto)
- 2018: Številka srca (Aleš Klinar - Irena Vrčkovnik - Aleš Klinar, Irena Vrčkovnik) - s skupino MJAV (6. mesto)

### EMA
- 1995: Oda ljubezni (Oto Pestner - Marjan Šneberger - Oto Pestner) - z Otom Pestnerjem (2. mesto)
- 1996: Naj mesec ugasne (Matjaž Vlašič - Urša Vlašič) (2. mesto)
- 1997: Kadar boš ob njej zaspal (Matjaž Vlašič - Urša Vlašič - Matjaž Vlašič, Boštjan Grabnar) (7. mesto)
- 1999: Igra je končana (Karel Novak - Janez Zmazek - Karel Novak) - z Damjano in s Sanjo (5. mesto)
- 2002: V ritmu, ki me lovi (Bor Zuljan - Leon Oblak - Bor Zuljan)

### Slovenska popevka
- 1998: Sanjam (Primož Peterca - Primož Peterca - Jani Golob) (8. mesto)
- 1999: Ostani, kar si (Irena Vrčkovnik/Vrčkovnik/B. Blaževič)
- 2003: Ustvari me (Marino Legovič - Damjana Kenda Hussu - Marino Legovič) (nagrada strokovne žirije za najboljšega izvajalca, 6. mesto)
- 2014: Zračiš moj zrak (Marino Legovič - Leon Oblak - Aleš Avbelj) (10. mesto)

### Hit festival
- 2000: Povabi me (Irena Vrčkovnik – Irena Vrčkovnik – Mike Orešar) - s Happy Bandom